# Receptor olfatório
Receptores olfativos (ROs), também conhecido como receptores olfatórios (do inglês ORs: olfactory receptors), são expressos nas membranas celulares dos neurônios receptores olfativos e são os primeiros responsáveis pela detecção de moléculas odorantes, ou seja, que possuem cheiro. Assim, os receptores olfativos são componentes importantes no sentido do olfato. Esses receptores são proteínas da família dos receptores acoplados à proteína G (do inglês GPCRs, G protein-coupled receptors) classe A rhodopsin-like que, quando ativados proporcionam a Despolarização do neurônio e levam a impulsos nervosos que transmitem informações sobre o odor para o cérebro. Em humanos, são mais de 330 genes desses receptores e esse número pode chegar até a 1400 genes em camundongos.

## Expressão
- Phantosmia
- Receptor
- Rastreamento de amina-associado do receptor
- Odorante
- Pseudogenes
- Família do Gene

## Mecanismo
Em vertebrados, os receptores olfativos são localizados tanto nos cílios e quanto nas extremidades sinápticas dos neurônios sensoriais olfativos, no epitélio das vias respiratórias. Em insetos, receptores olfativos estão localizados nas antenas e outros órgãos quimiossensoriais. Espermatozóides também expressam o receptores olfativos, que, acredita-se, poem estar envolvidos na quimiotaxia para encontrar o óvulo.
Em vez de interagir com ligantes específicos, receptores olfativos apresentam afinidade por uma gama de moléculas de odor, bem como, uma única molécula pode se ligar a diversos receptores olfativos com diferentes afinidades, o que depende das interações intermoleculares envolvidas.
Uma vez ligado ao odorante, o receptor olfativo passa por mudanças estruturais que causam a ativação de um tipo de proteína G específico de neurônios olfativos. A proteína G (Golf e/ou Gs) se mantém ligada aos receptores olfativos, até que se ative. Uma vez ativa, a subunidade alfa da proteína G se desprende e fosforila a proteína adenilato ciclase, tornando-a ativa. Essa proteína converte ATP em AMP cíclico (cAMP). O cAMP induz a abertura de canais iônios dependentes de AMP cíclico que permitem a entrada dos íons cálcio e sódio para o interior da célula, despolarizando o neurônio e dando início a um potencial de ação que transmite a informação para o cérebro.
A sequência primária de milhares de receptores olfativos é conhecida a partir de genomas de mais de uma dezena de organismos: são proteínas com sete hélices transmembrana, mas não há (dados de Maio de 2016) a estruturas conhecida de qualquer OR. As suas sequências exibem motivos típicos de GPCRs classe A, útil para a previsão de suas estruturas com a modelagem molecular. Golebiowski, Ma e Matsunami mostraram que o mecanismo de reconhecimento dos ligantes, embora semelhante a outros GPCRs classe A não-olfativos, envolve resíduos específicos de receptores olfativos, nomeadamente na sexta hélice. Há sequências altamente conservadas em cerca de três quartos de todos os ORs, que é um sítio de ligação tripodal  para um íon, e Suslick propôs que os ORs são, na verdade, metaloproteínas (provavelmente com os íons de zinco, cobre e, possivelmente, de manganês) que servem como um sítio de ácido de Lewis para a ligação de muitas moléculas de odorantes. Crabtree, em 1978, já havia sugerido que o C u(I), é "o candidato mais provável para um sítio metalorreceptor na olfação" para o forte cheiro de substâncias voláteis, que também são bons ligantes na coordenação de metais, tais como tióis. Zhuang, Matsunami e Block, em 2012, confirmaram a proposta de Crabtree/Suslick  para o caso específico de um receptor olfativo de camundongo, MOR244-3, mostrando que o cobre é essencial para a detecção de determinados tióis e outros compostos contendo enxofre. Assim, ao utilizar compostos químicos que se ligam ao cobre no nariz de camundongos, em situações que o cobre não estava disponível para os receptores, os autores mostraram que eles não conseguiram detectar o tióis. No entanto, estes autores também constataram que MOR244-3 perde a especificidade de  sítio de ligação íons metálicos sugerida por Suslick, em vez de mostrar um motivo diferente no domínio EC2.
Em uma recente, mas altamente controversa interpretação, tem sido especulado que os receptores olfativos podem, na verdade, sentir níveis de energia vibracional de uma molécula, em vez de motivos estruturais através de mecanismos de coerência quântica. Como prova, tem sido mostrado que as moscas podem diferenciar entre duas moléculas de odor que se diferenciam apenas no isótopo de hidrogênio (que irá mudar drasticamente os níveis de energia vibracional da molécula). As moscas não só poderiam distinguir entre as formas deuterada e não deuterada de uma molécula, como poderiam generalizar a propriedade de "deuterabilidade" para outras moléculas novas. Além disso, elas aprenderam a evitar o comportamento generalizado de moléculas que não foram deuteradas mas compartilham um significativo padrão de estiramento com moléculas deuteradas, um fato que a física diferencial da deuteração (below) tem dificuldade em representar.
Deve-se notar, no entanto, que a deuteração altera a absorção de calor e as temperaturas de ebulição e de solidificação de moléculas (pontos de ebulição: 100.0 °C para H2O vs. 101.42 °C para D2O; pontos de fusão: 0.0 °C para H2O, 3.82 °C para D2O), os valores de pKa (por exemplo, a constante de dissociação: 9.71x10-15 H2O vs. 1.95x10-15 para D2O, cf. água pesada) e a força de ligação de hidrogênio. Tais efeitos isotópicos são extremamente comuns, e por isso, é bem conhecido que a substituição por deutério substituição altera as constantes de ligação de moléculas com proteínas receptoras.
Tem sido alegado que os receptores olfativos de humanos também são capazes de distinguir entre isotopômeros de ciclopentadecanona por detecção dos níveis de energia vibracional. No entanto, esta afirmação tem sido desafiado por um outro resultado, de que o receptor humano que reconhece almíscar, OR5AN1, que interagem com ciclopentadecanona e muscone, não consegue distinguir isotopômeros destes compostos in vitro. Além disso, o receptor de camundongo que reconhece (metiltio)metanotiol, MOR244-3, bem como outros receptores selecionados de humanos e de camundongo, respondeu de forma semelhante aos isotopômeros normal, deuterado, e com carbono-13 dos seus respectivos ligantes, em paralelo com os resultados encontrados para o receptor de almíscar OR5AN1. Portanto, concluiu-se que a proposta de teoria de vibração não se aplica ao receptor humano de almíscar OR5AN1, receptor tiol de camundongo MOR244-3, ou outros receptores olfativos examinados. Além disso, a proposta de mecanismo de energia vibracional por transferência eletrônica entre odores e seus receptores pode ser facilmente suprimida por efeitos quânticos de modos vibracionais de moléculas não odorantes. Portanto, várias linhas de evidência argumentam contra a teoria vibracional do cheiro. Este estudo posterior foi criticado, por usar "células em um prato, em vez de dentro de organismos" e que "a expressão de um receptor olfativo nas células embrionárias de rim humanas não reconstitui adequadamente a natureza complexa do olfato...". Em resposta, os autores do segundo estudo "células embrionárias humanas de rim não são idênticas às células do nariz ... mas se você está olhando para receptores, é o melhor sistema do mundo".

## Diversidade
Existe um grande número de diferentes receptores olfativos, com cerca de 1.000 genes no genoma de mamíferos, que representa cerca de 3% de todos os genes do genoma. No entanto, nem todos estes potenciais genes receptores de odor são expressos e funcionais. De acordo com uma análise dos dados obtidos a partir do Projeto Genoma Humano, os seres humanos têm cerca de 400 genes funcionais que codificam para receptores olfativos, enquanto que esse número aumenta para mais de 800 genes em camundongos.
A razão para o grande número de diferentes receptores olfativos é fornecer um sistema de reconhecimento que permite discriminar moléculas num amplo repertório de odores. Mesmo com essa variedade, cada receptor olfativo não detecta um único odorante, mas uma gama de moléculas com estruturas similares. Da mesma forma, uma mesma molécula odorante pode ser reconhecida por múltiplos receptores, o que caracteriza a percepção de odores como um código combinatorial. A identificação de um odorante específico é dada através do conjunto de receptores que foram ativados por aquela molécula, o que aumenta exponencialmente o número de odores que podem ser reconhecidos por um mesmo animal. Esse fato explica também por que a mistura de dois componentes podem gerar um cheiro completamente diferente dos componentes originais.
Análogo ao sistema imunológico, a diversidade que existe dentro da família de receptores olfativos permite a caracterização de moléculas que nunca foram encontrados. No entanto, ao contrário do sistema imunológico, que gera a diversidade através de recombinação in-situ, cada receptor olfativo é traduzido de um gene específico, daí a grande parte do genoma dedicado a codificação desses genes.
A Deorfanização de receptores olfativos pode ser concluída utilizando técnicas eletrofisiológicos e de imagem que permitem analisar os perfis de resposta de um único neurônio sensorial para repertórios de odorantes. Tais dados, permitem a decifração do código combinatório da percepção de odores.
Tal diversidade de expressão dos genes de ORs maximiza a capacidade do olfato. Tanto a expressão monoalélica quanto a expressão monogênica dos OR nos neurônios sensoriais são essenciais para a especificidade e sensibilidade de detecção olfativa. Assim, a ativação de receptores olfativos é um problema de design com duplo objetivo. Utilizando modelos matemáticos e simulações de computador, Tian et al propôs um mecanismo de regulação evolutivamente otimizado de três camadas que inclui a segregação em zonas, a barreira epigenética acoplada a um feedback negativo e uma etapa de competição de enhancers 
. Este modelo não só recapitula a expressão monogênica e monoalélica, mas também infere como o sistema olfativo aumenta e mantém a diversidade de expressão.

## Famílias
Uma nomenclatura do sistema foi concebido para a família dos receptores olfativos e é a base para os símbolos do Projeto Genoma Humano (HUGO) para os genes que codificam esses receptores. Os nomes individuais dos receptores olfativos membros da família estão no formato "ORnXm", onde:
- OR é a raiz (Olfactory Receptor superfamily)
- n = um número inteiro que representa uma família (por exemplo, 1-56), cujos membros têm identidade de sequência maior do que 40%,
- X = uma única letra (A, B, C, ...), denotando uma subfamília (>60% de identidade de sequência), e
- m = um número inteiro representando um indivíduo membro da família (isoforma).

Por exemplo, OR1A1 é a primeira isoforma da subfamília A de receptores olfativos da família 1.
É provável que membros pertencentes à mesma subfamília de receptores olfativos reconheçam moléculas de odorantes semelhantes.
Duas principais classes de receptores olfativos foram identificados em humanos:
- classe I (receptors como os de peixes) famílias de ORs 51-56
- classe II (receptores específicos de tetrápodes) famílias de ORs 1-13

## Evolução
A família gênica dos receptores olfativos de vertebrados tem evoluído de acordo com proccessos genônimos como duplicação de genes ou conversão gênica. A evidência para a duplicação de genes em tandem se verifica pelo fato de que muitos genes de receptores olfativos pertencentes ao mesmo clado filogenético estão localizados no mesmo cluster de genes. Neste ponto, a organização genômica dos clusters de ORs é bem conservada entre humanos e camundongos, embora o número de genes funcionais entre estas duas espécies seja bem diferente.
Primatas têm um número relativamente pequeno de funcional genes de OR funcionais, em comparação com outros mamíferos. Por exemplo, uma vez que a divergência de seu mais recente ancestral comum (MRCA), camundongos, ganhou um total de 623 novos genes OR, e perdeu 285 genes, os humanos ganharam apenas 83 genes e perdeu 428. Os ratos têm um total de 1035 genes codificadores dessas proteínas enquanto que os humanos têm 387 genes. A hipótese de prioridade da visão afirma que a evolução da visão de cores em primatas pode ter diminuído a necessidade de desenvolvimento do olfato, o que explica o relaxamento da pressão seletiva que leva ao acumulo de pseudogenes para essa família gênica. Entretanto, evidências recentes têm tornado a hipótese de prioridade da visão obsoleta, porque foi baseada em premissas e dados enganosos. A hipótese assumida de que genes de OR funcionais estão correlacionados com a capacidade olfativa e pseudogenes se relacionam a perda dessa capacidade se mostrou enganosa uma vez que os cães, que são conhecidos pelo faro excelente, não têm o maior número de genes funcionais. Além disso, pseudogenes podem ser funcionais: em 67% dos seres humanos pseudogenes de ORs são expressos no epitélio olfativo, onde eles possivelmente têm papel de regulação na expressão gênica. A hipótese da prioridade da visão assumia uma drástica perda de funcionalidade no ramo dos OWMs devido ao número de genes de OR expressos, mas essa conclusão foi influenciado pela baixa resolução que apontava cerca de 100 genes. Estudos de maior resolução mostraram que primatas de outros ramos da MRCA têm perdido genes de OR para os humanos indicando que a degeneração do repertório de ORs em primatas não pode ser simplesmente explicado pela mudança na capacidades de visão.
Tem sido demonstrado que a seleção negativa de receptores olfativos em humanos modernos ainda está relaxada, sugerindo que o mínimo de função olfativa ainda não foi alcançado nos humanos e ainda pode estar em processo de depleção. Esta é considerada uma primeira pista para o futuro humano na evolução genética.

## Descoberta
Em 2004, Linda B. Buck e Richard Axel ganharam o Prêmio Nobel em Fisiologia ou Medicina por seu trabalho em receptores olfativos. Em 2006, foi mostrado que uma outra classe de odorante receptores existem para detecção de aminas voláteis, Exceto para TAAR1, todos os TAARs funcionais, em humanos, são expressos no epitélio olfativo.
Como muitos outros GPCRs, ainda há uma falta de estruturas experimentais em nível atômico para receptores olfativos e as informações estruturais são baseadas em métodos de modelagem por homologia.